# Nesiotites similis
Il toporagno gigante sardo (Nesiotites similis) è una specie estinta di toporagno gigante vissuta in Sardegna
Grazie all'isolamento in cui visse per svariati secoli, questo animale aumentò di molto le proprie dimensioni rispetto ai suoi parenti del continente (gigantismo insulare), visto che, non essendoci predatori, una piccola taglia per potersi nascondere non era più necessaria.
Mentre quest'animale aumentava di dimensioni, altri (come il mammut nano sardo) invece diventavano man mano più piccoli rispetto ai loro parenti della terraferma (nanismo insulare).
2500 anni fa circa, questa ed altre specie insulari si estinsero a causa della competizione con gli animali importati dall'uomo sull'isola (cane, ratto, maiali, pecore e capre), alla quale non erano preparate.